# Vysočany (Ovesné Kladruby)
Vysočany (německy Wischezahn) je samota, součást obce Ovesné Kladruby v okrese Cheb. Leží 1,6 km jižně od Ovesných Kladrub, v katastrálním území Vysočany u Ovesných Kladrub. Původní vesnice zanikla po druhé světové válce, dochoval se jediný statek, jenž je od roku 1991 chráněn jako kulturní památka.
Vesnice Vysočany spadala po roce 1850 pod nedaleké Výškovice, ve 20. letech 20. století se osamostatnila. Po druhé světové válce byly Vysočany připojeny k Ovesným Kladrubům, ale ještě v 50. letech ztratily status místní části, protože vesnice prakticky zanikla. Z místní zástavby se dochovala jedna zemědělská usedlost. K opětovnému vzniku evidenční části obce došlo k 11. březnu 2019 poté, co zastupitelstvo obce Ovesné Kladruby schválilo v říjnu 2018 zřízení nové části obce. Evidenční část obce byla zrušena 31. prosince 2022.

## Obyvatelstvo
Při sčítání lidu v roce 1921 zde žilo 93 obyvatel, všichni německé národnosti. Všichni obyvatelé se hlásili k římskokatolické církvi.
| Rok            | 1869 | 1880 | 1890 | 1900 | 1910 | 1921 | 1930 | 1950 | 1961 | 1970 | 1980 | 1991 | 2001 | 2011 |
| -------------- | ---- | ---- | ---- | ---- | ---- | ---- | ---- | ---- | ---- | ---- | ---- | ---- | ---- | ---- |
| Počet obyvatel | 111  | 101  | 97   | 97   | 106  | 93   | 94   | 3    | -    | -    | -    | -    | -    | -    |
| Počet domů     | 18   | 18   | 18   | 18   | 19   | 19   | 19   | 11   | -    | -    | -    | -    | -    | -    |